# Comuna Densuș, Hunedoara
Densuș (în maghiară: Demsus, în germană: Demsdorf) este o comună în județul Hunedoara, Transilvania, România, formată din satele Criva, Densuș (reședința), Hățăgel, Peșteana, Peștenița, Poieni și Ștei.

## Demografie
Componența etnică a comunei Densuș
     Români (91,31%)
     Alte etnii (0,31%)
     Necunoscută (8,38%)
Componența confesională a comunei Densuș
     Ortodocși (82,55%)
     Penticostali (6,3%)
     Alte religii (2,15%)
     Necunoscută (8,99%)
Conform recensământului efectuat în 2021, populația comunei Densuș se ridică la 1.301 locuitori, în scădere față de recensământul anterior din 2011, când fuseseră înregistrați 1.577 de locuitori. Majoritatea locuitorilor sunt români (91,31%), iar pentru 8,38% nu se cunoaște apartenența etnică. Din punct de vedere confesional, majoritatea locuitorilor sunt ortodocși (82,55%), cu o minoritate de penticostali (6,3%), iar pentru 8,99% nu se cunoaște apartenența confesională.

## Politică și administrație
Comuna Densuș este administrată de un primar și un consiliu local compus din 9 consilieri. Primarul, Nicu-Lăscuț Merian[*], de la Partidul Național Liberal, este în funcție din 1 noiembrie 2024. Începând cu alegerile locale din 2024, consiliul local are următoarea componență pe partide politice:
|  | Partid                    | Consilieri | Componența Consiliului | Componența Consiliului | Componența Consiliului | Componența Consiliului | Componența Consiliului |
|  | ------------------------- | ---------- | ---------------------- | ---------------------- | ---------------------- | ---------------------- | ---------------------- |
|  | Partidul Social Democrat  | 5          |                        |                        |                        |                        |                        |
|  | Partidul Național Liberal | 4          |                        |                        |                        |                        |                        |

## Atracții turistice
- Biserica de zid "Sfântul Nicolae" din satul Densuș, construcție secolul al XIII-lea, monument istoric
- Biserica ortodoxă din satul Hățăgel
- Biserica de zid "Sfântul Ilie" din satul Peșteana, construcție secolul al XIV-lea
- Biserica reformată din Peșteana, construcție secolul al XIV-lea, monument istoric
- Muzeul satului Peștana
- Rezervația naturală "Mlaștina Peșteana" (2 ha)

## Imagini

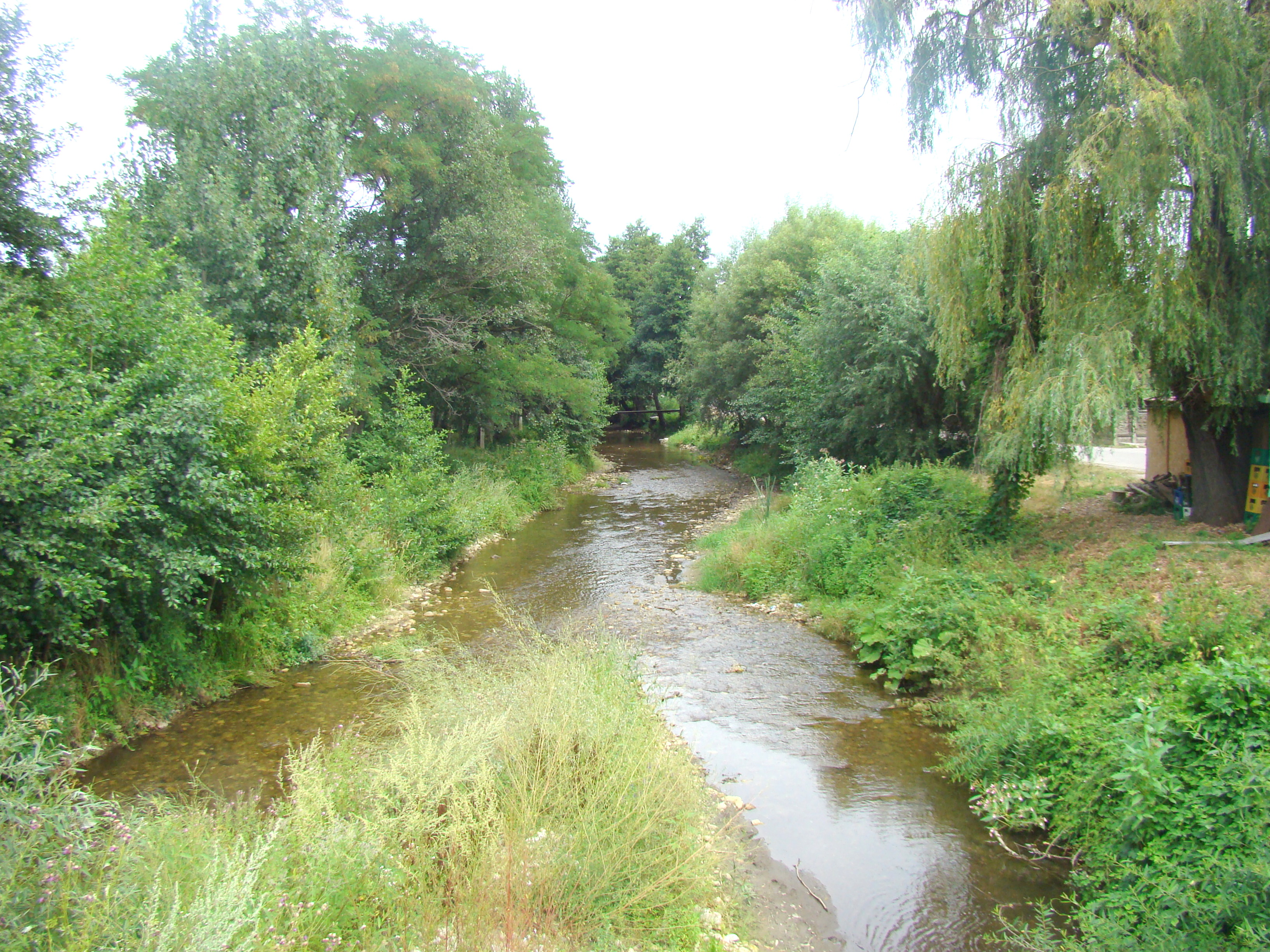
Râul Galbena
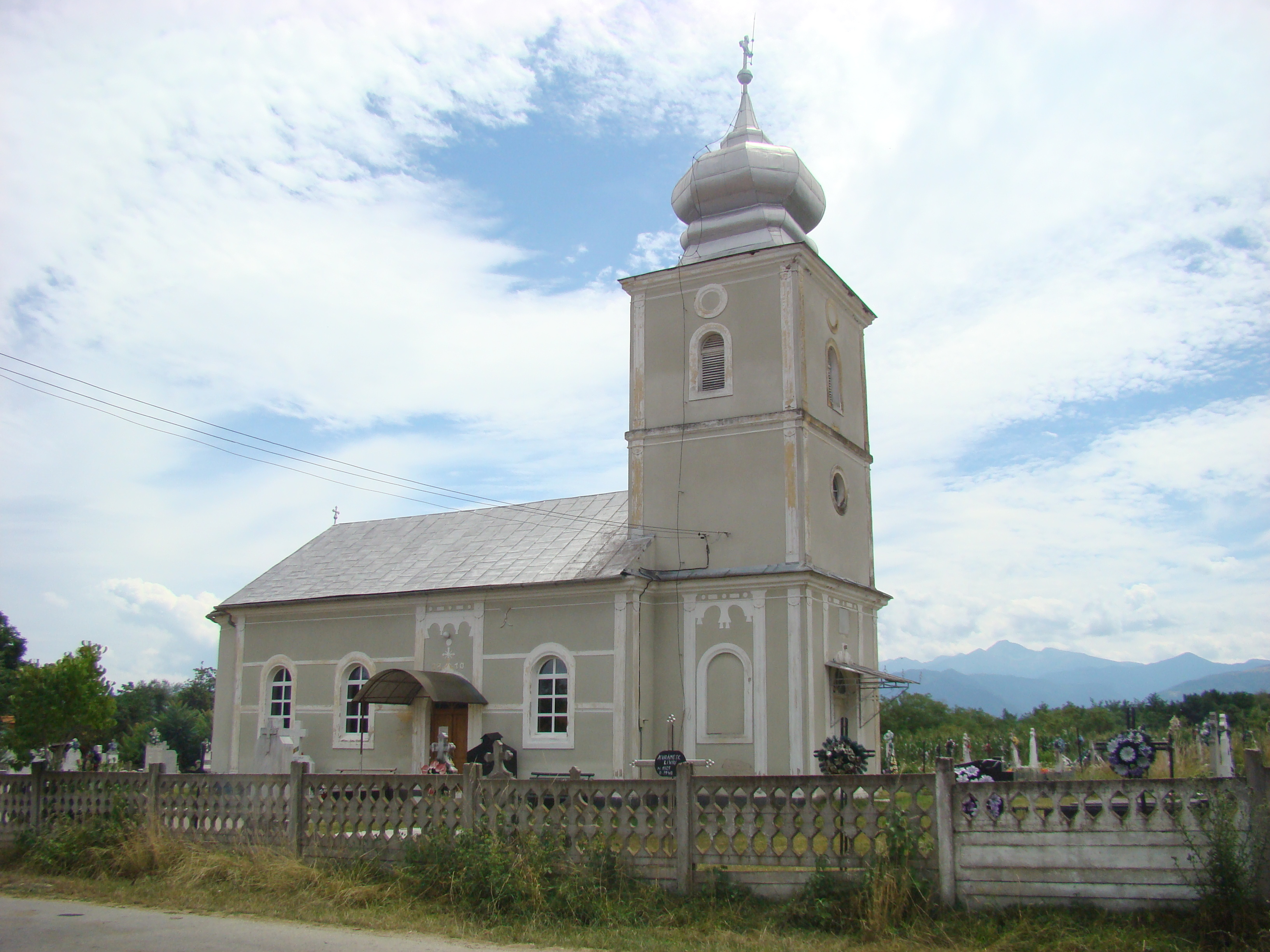
Biserica „Duminicii Tuturor Sfinților” din Hățăgel
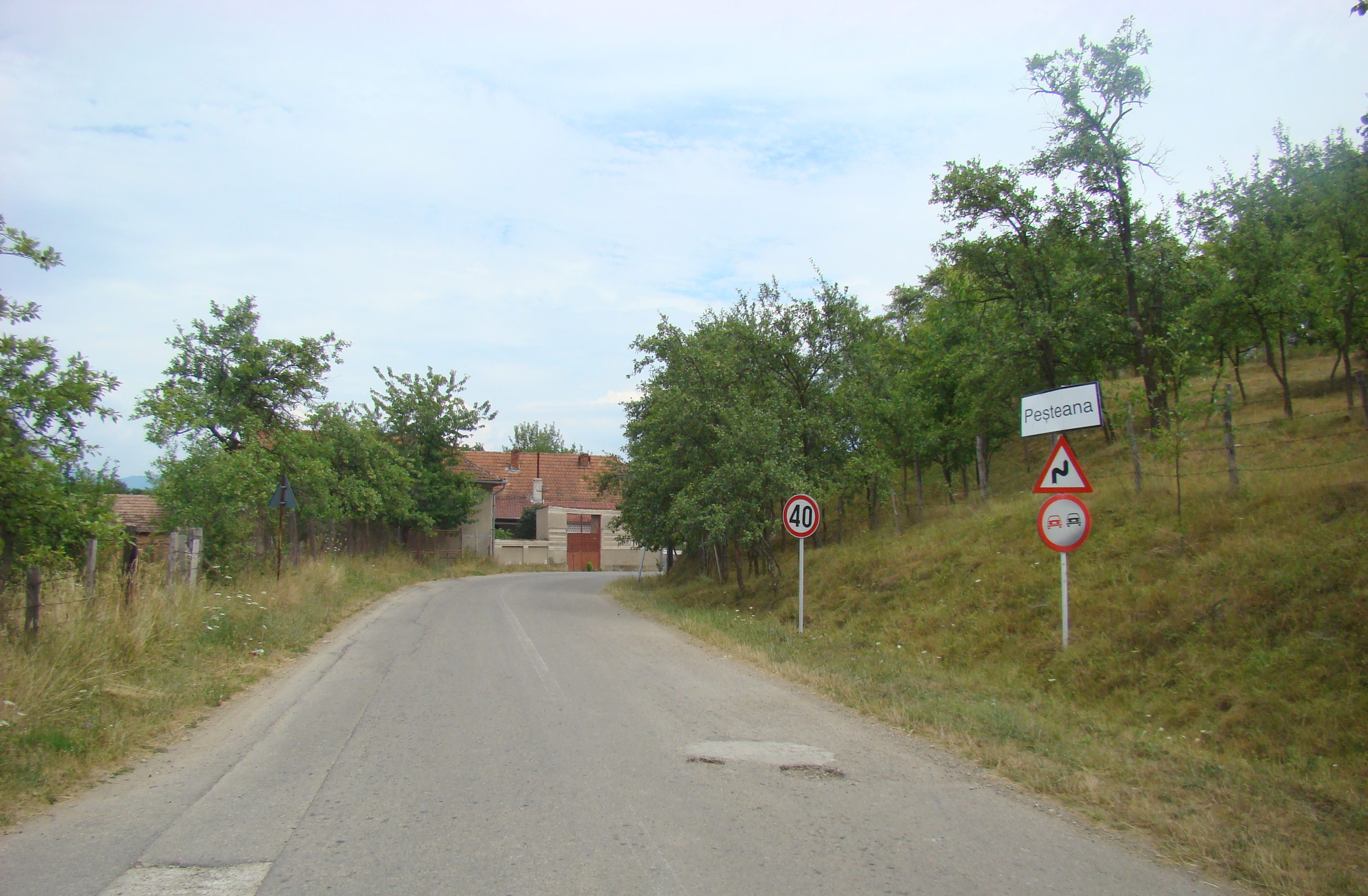
Intrarea în Peşteana
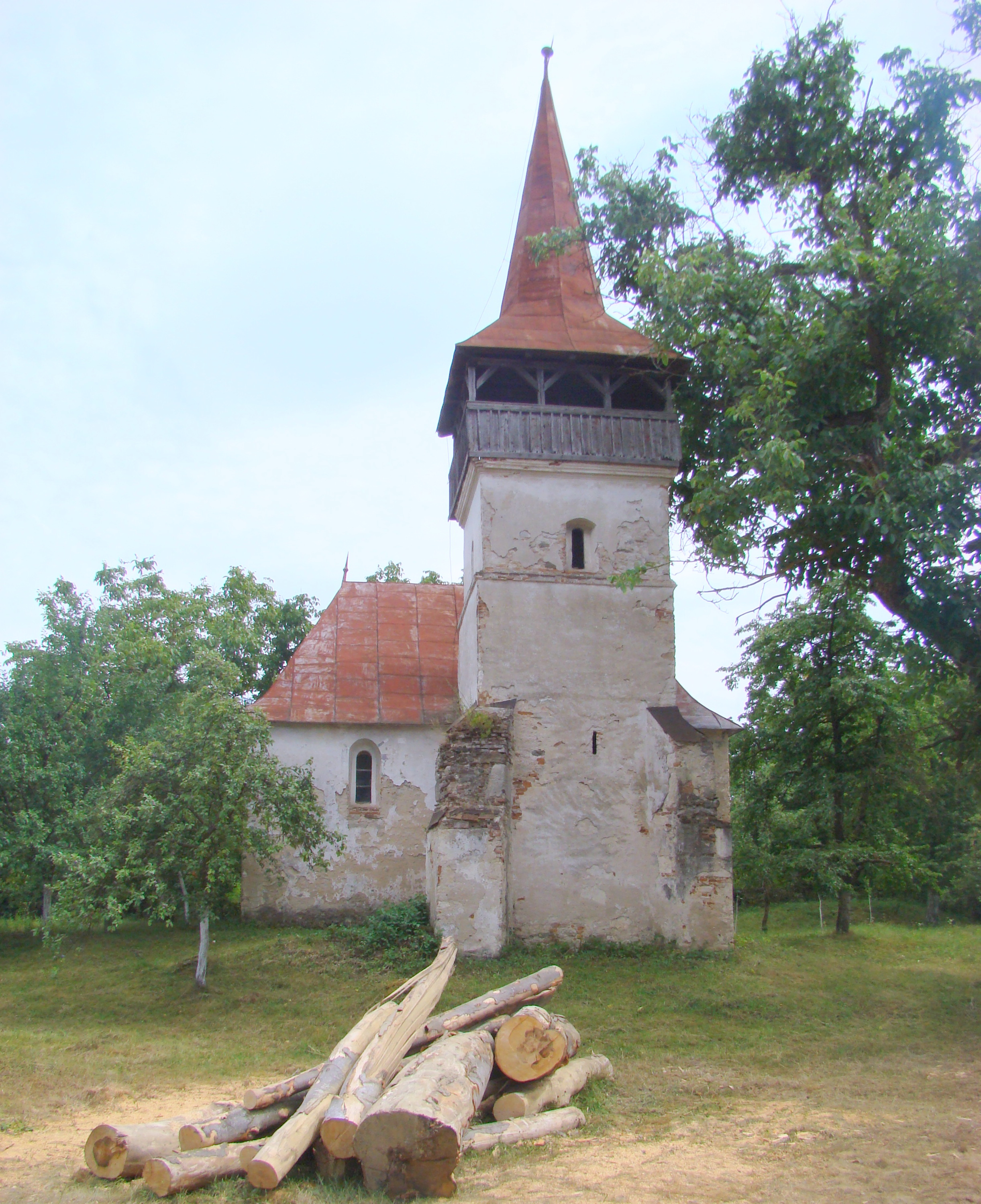
Biserică reformată din Peșteana (monument istoric)
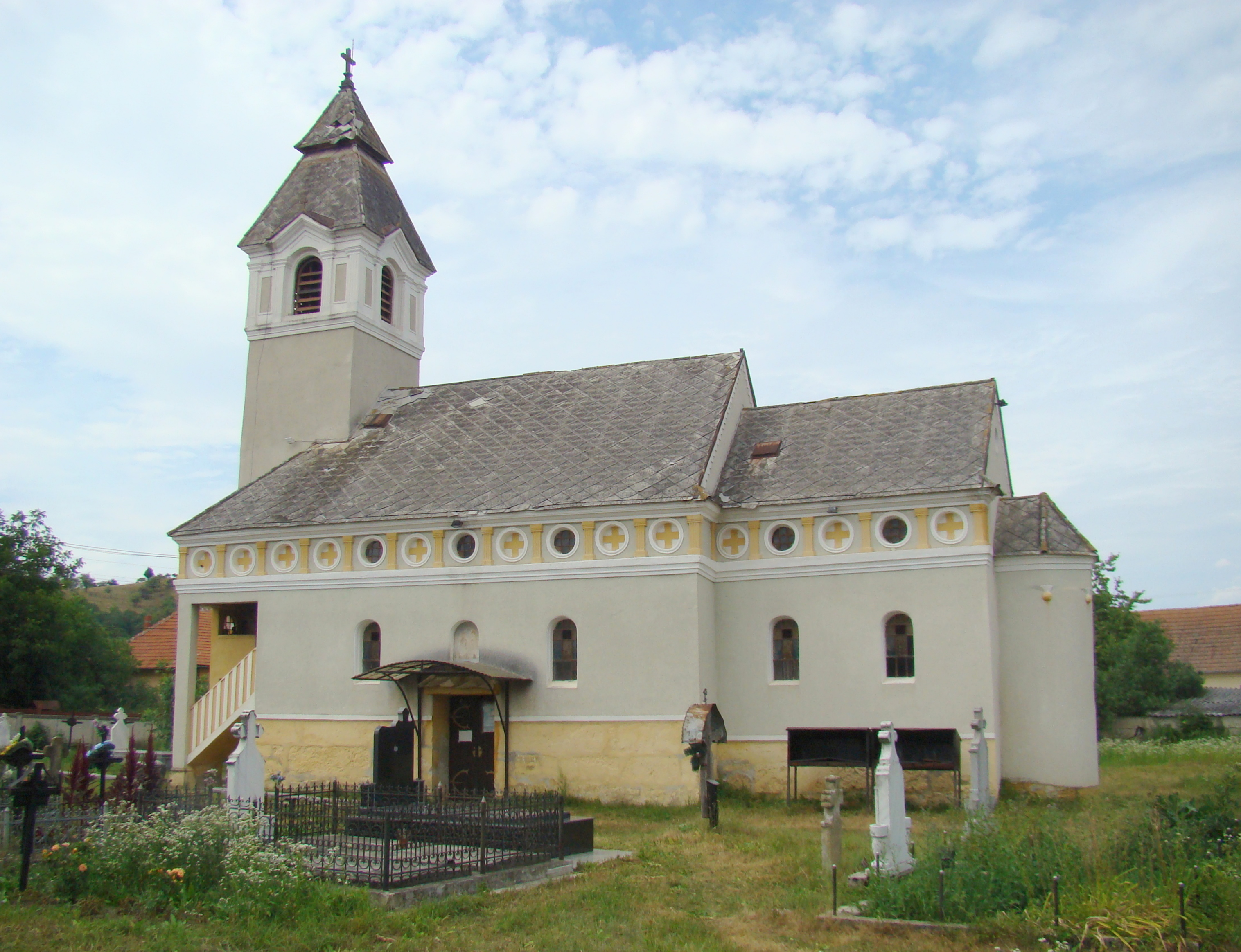
Biserica „Pogorârea Sfântului Duh” (monument istoric)
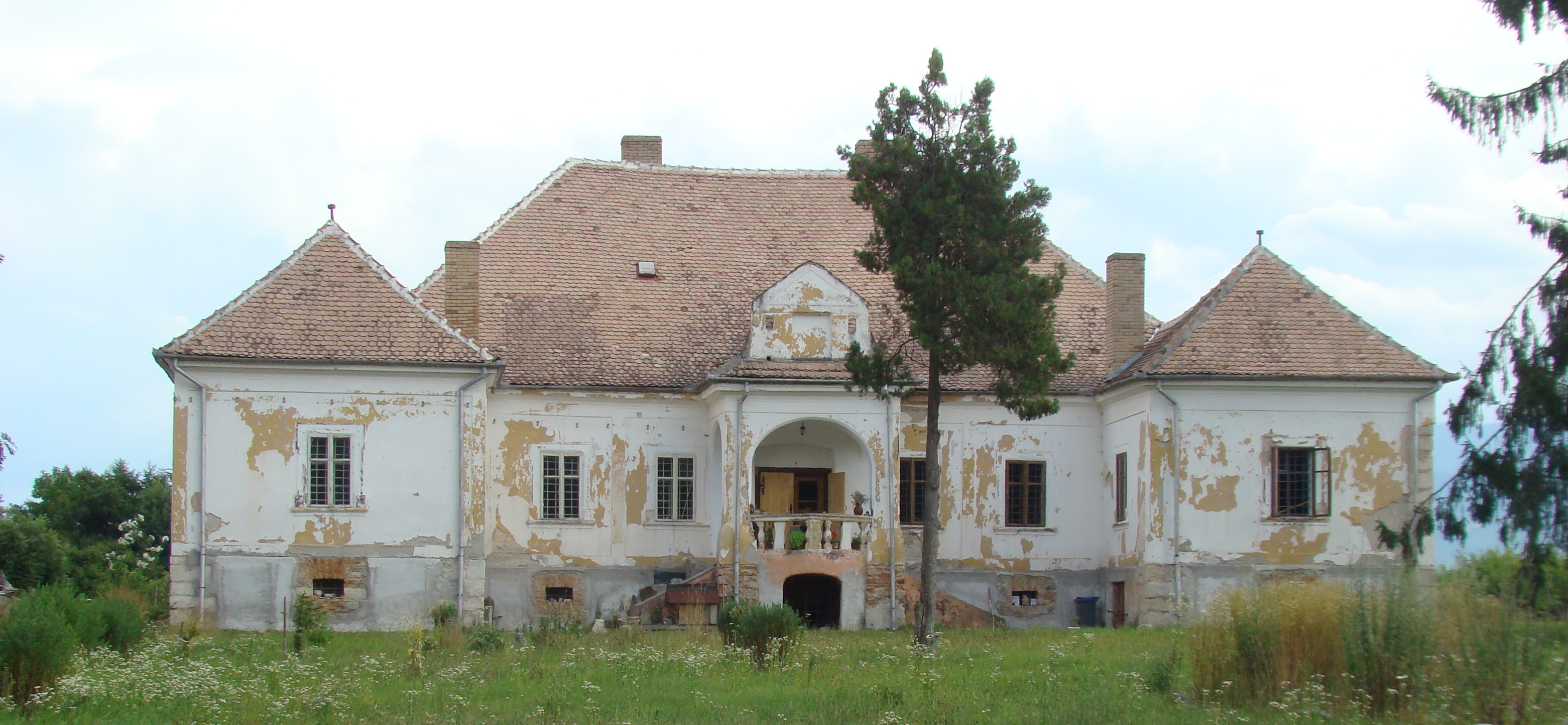
Casa Alexe Breasovay din Peșteana (monument istoric)
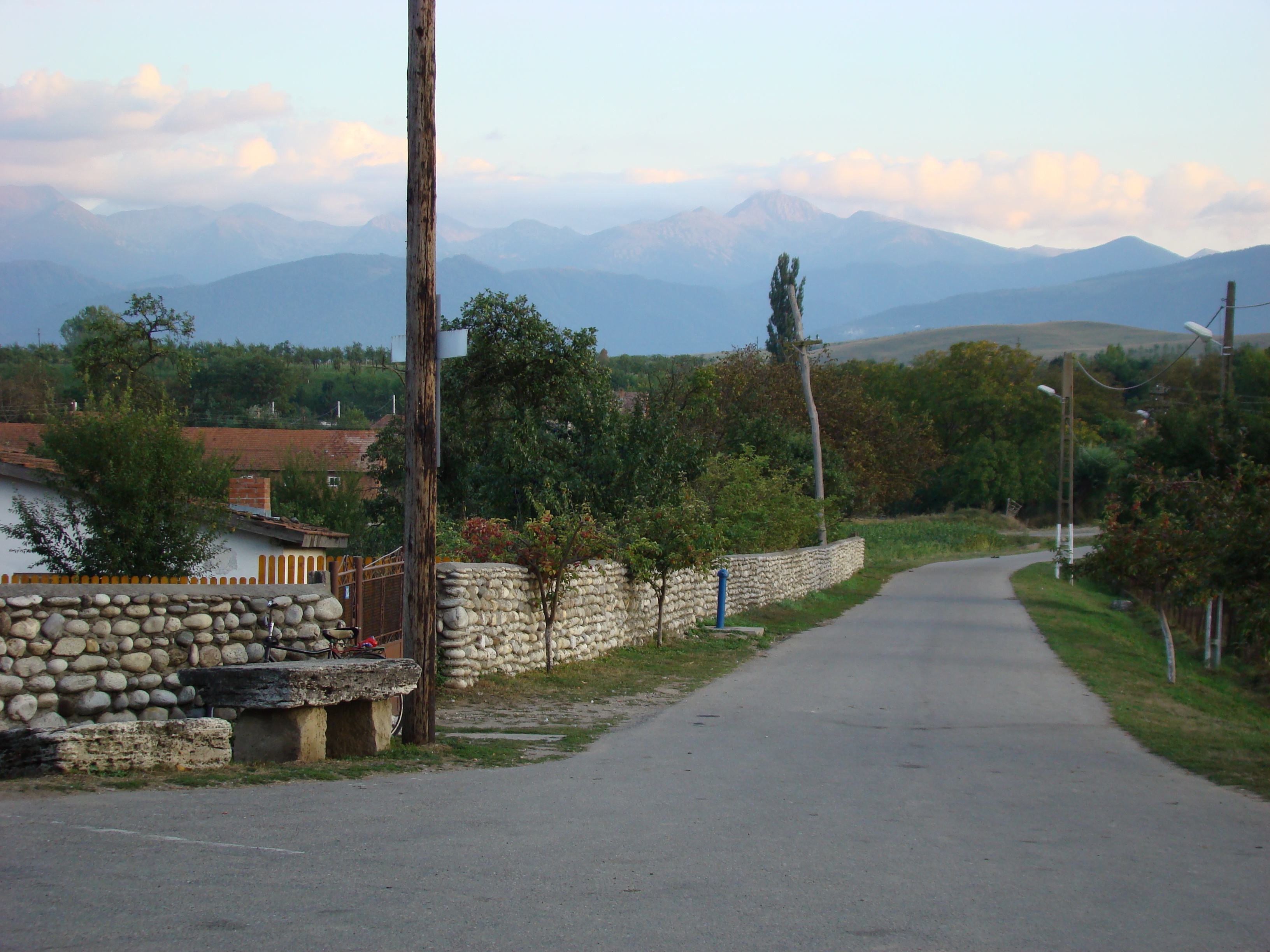
Densuș
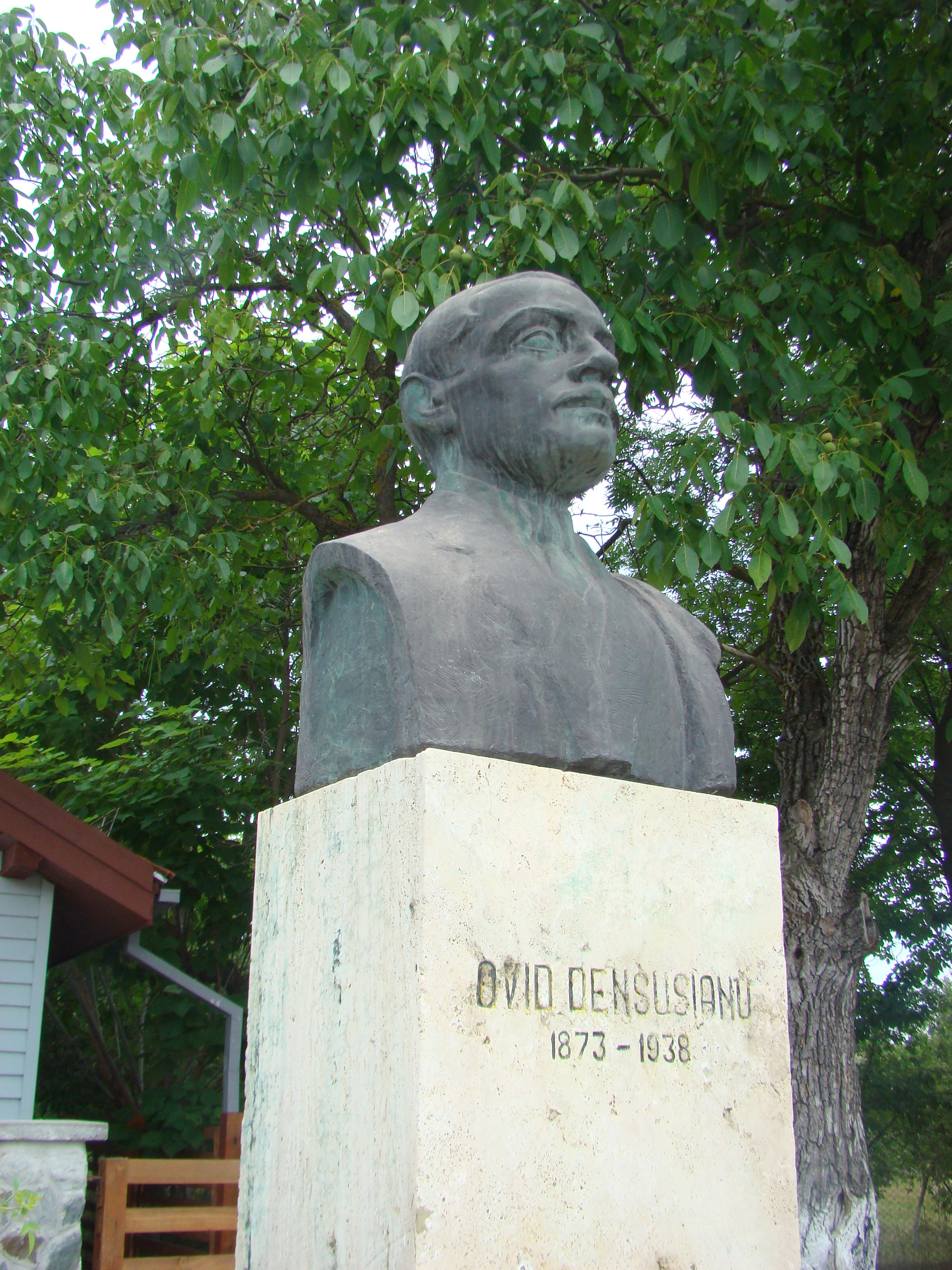
Bustul lui Ovid Densușianu din Densuș (monument istoric)
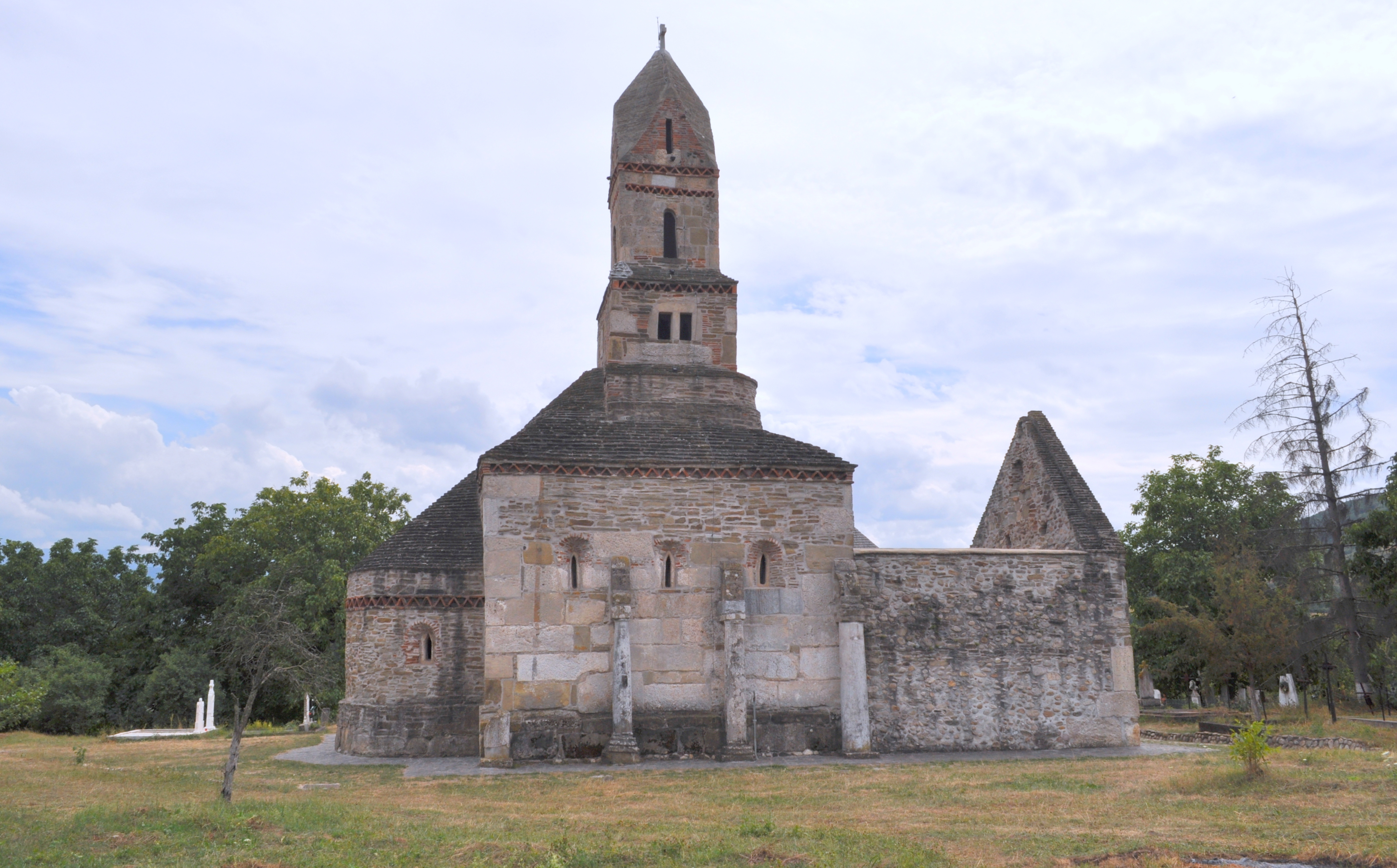
Biserica „Sfântul Nicolae” din Densuș (monument istoric)
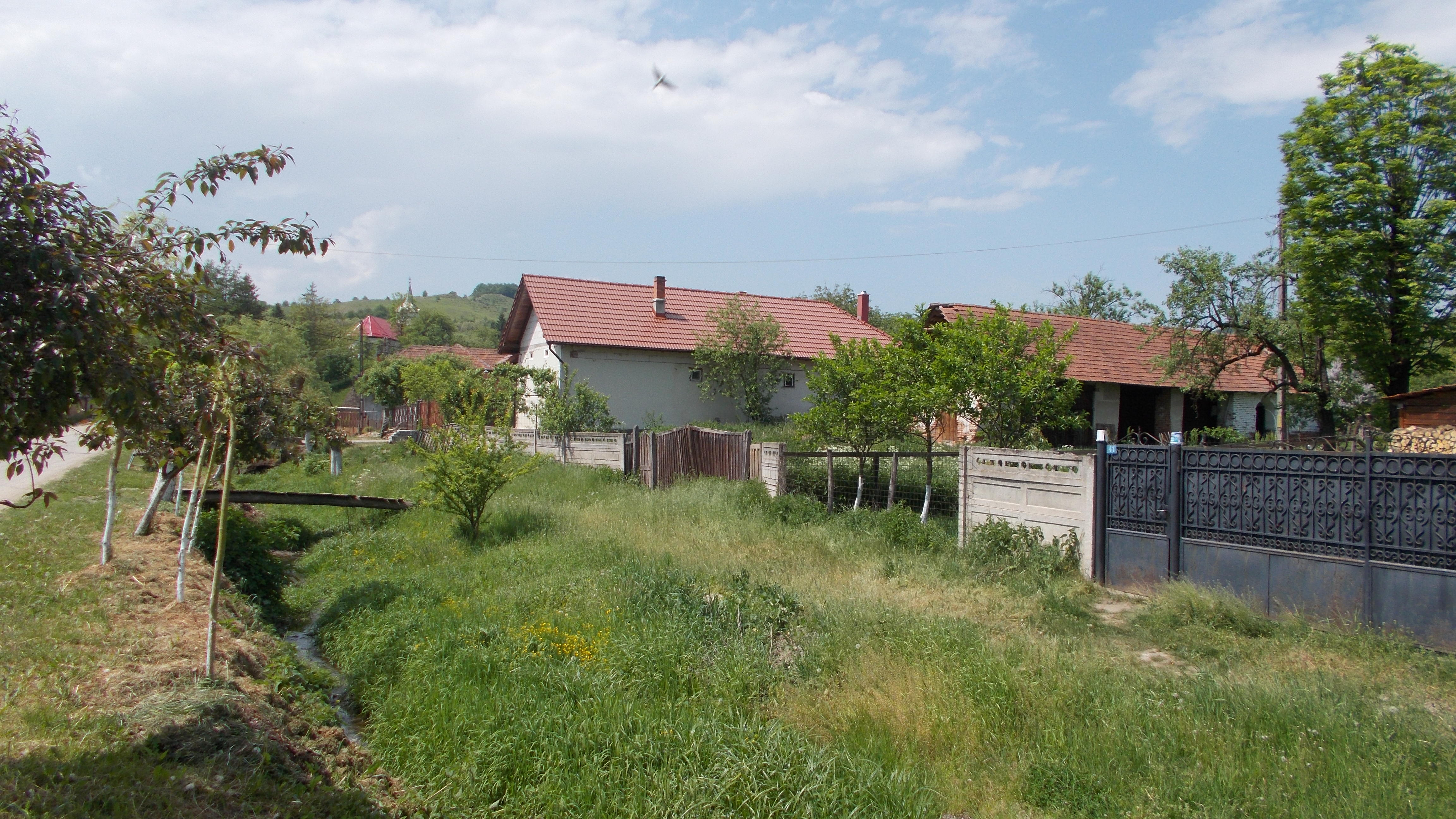
Peștenița